# Apamea biskrae
Apamea biskrae är en fjärilsart som beskrevs av Charles Oberthür. Apamea biskrae ingår i släktet Apamea och familjen nattflyn. Inga underarter finns listade i Catalogue of Life.